# (16757) Luoxiahong
(16757) Luoxiahong (1996 SC6) – planetoida z pasa głównego asteroid okrążająca Słońce w ciągu 4,68 lat w średniej odległości 2,8 j.a. Odkryta 18 września 1996 roku.